# Landesverband der Israelitischen Kultusgemeinden von Niedersachsen
Der  Landesverband der Israelitischen Kultusgemeinden von Niedersachsen K.d.ö.R ist ein Zusammenschluss von liberalen jüdischen Gemeinden in Niedersachsen mit Sitz in Hannover und ca. 1230 Mitgliedern (Stand: 2020). Der Landesverband dient der Landesregierung und den Landesinstitutionen in Niedersachsen als Ansprechpartner für Fragen der jüdischen Religionsausübung. Die Gemeinde in Hannover ist mit über 780 Mitgliedern die größte (Stand: 2020).
Der Landesverband ist Mitglied im Zentralrat der Juden in Deutschland und umfasst die sieben Gemeinden in Bad Pyrmont, Celle, Göttingen, Hannover, Hameln, Seesen und Wolfsburg. Vorsitzende des Landesverbandes ist Rebecca Seidler.

## Geschichte
Am 3. Dezember 2002 stellte der Landesverband den Antrag auf Mitgliedschaft im Zentralrat der Juden in Deutschland. Dieser hatte durch eine Satzungsänderung die Körperschaftsrechte zur Aufnahmevoraussetzung gemacht. Als am 25. Oktober 2005 das Land Niedersachsen per Kabinettsbeschluss dem Landesverband die Körperschaftsrechte verlieh, hieß es „[m]it der Verleihung der Körperschaftsrechte an den liberalen Landesverband ist diese formale Aufnahmevoraussetzung in den Zentralrat erfüllt.“ Der Zentralrat der Juden in Deutschland nahm in seiner Ratsversammlung vom 20. November 2005 in Düsseldorf den Landesverband der Israelitischen Kultusgemeinden von Niedersachsen auf.